# Screen Rant
Screen Rant是一個線上娛樂新聞網站，於2003年推出。該網站提供電視、電影、電子遊戲的相關新聞及電影評論。該網站由維克·霍特曼（Vic Holtreman）創辦，最初總部設在美國犹他州奥格登。Screen Rant還經營著YouTube頻道，擁有超過300萬用戶訂閱且全影片共已累計了超過10億的觀看次數。Screen Rant的活動範圍涵蓋了許多大型紅毯場合，包括紐約影展、聖地牙哥國際漫畫展。
2015年，Screen Rant被位於加拿大魁北克省蒙特利尔的線上媒體發行商Valnet, Inc.收購。

## 外部連結
- 官方网站
- Screen Rant的X（前Twitter）
- Screen Rant的Facebook專頁
- YouTube上的